# Mateu Noguera Socias
Mateu Noguera Socias (Llucmajor, Mallorca, 1923) és un esportista mallorquí impulsor de la pesca submarina a Mallorca.
Mateu Noguera impulsà a Mallorca l'esport de la pesca submarina al voltant de l'any 1940. En aquesta especialitat fou campió de les Illes Balears el 1950 i subcampió d'Espanya el 1962. A principis dels anys cinquanta col·laborà amb Jacques Cousteau en exploracions submarines a la zona de Cala Rajada, al nord-est de Mallorca. Mateu també va ser el pescador per excel·lència de la casa de Joan March; amb el fill del qual hi tingué una bona relació d'amistat.